# Goodland (Indiana)
Goodland – miasto w Stanach Zjednoczonych, w stanie Indiana, w hrabstwie Newton.